# Lois Howe

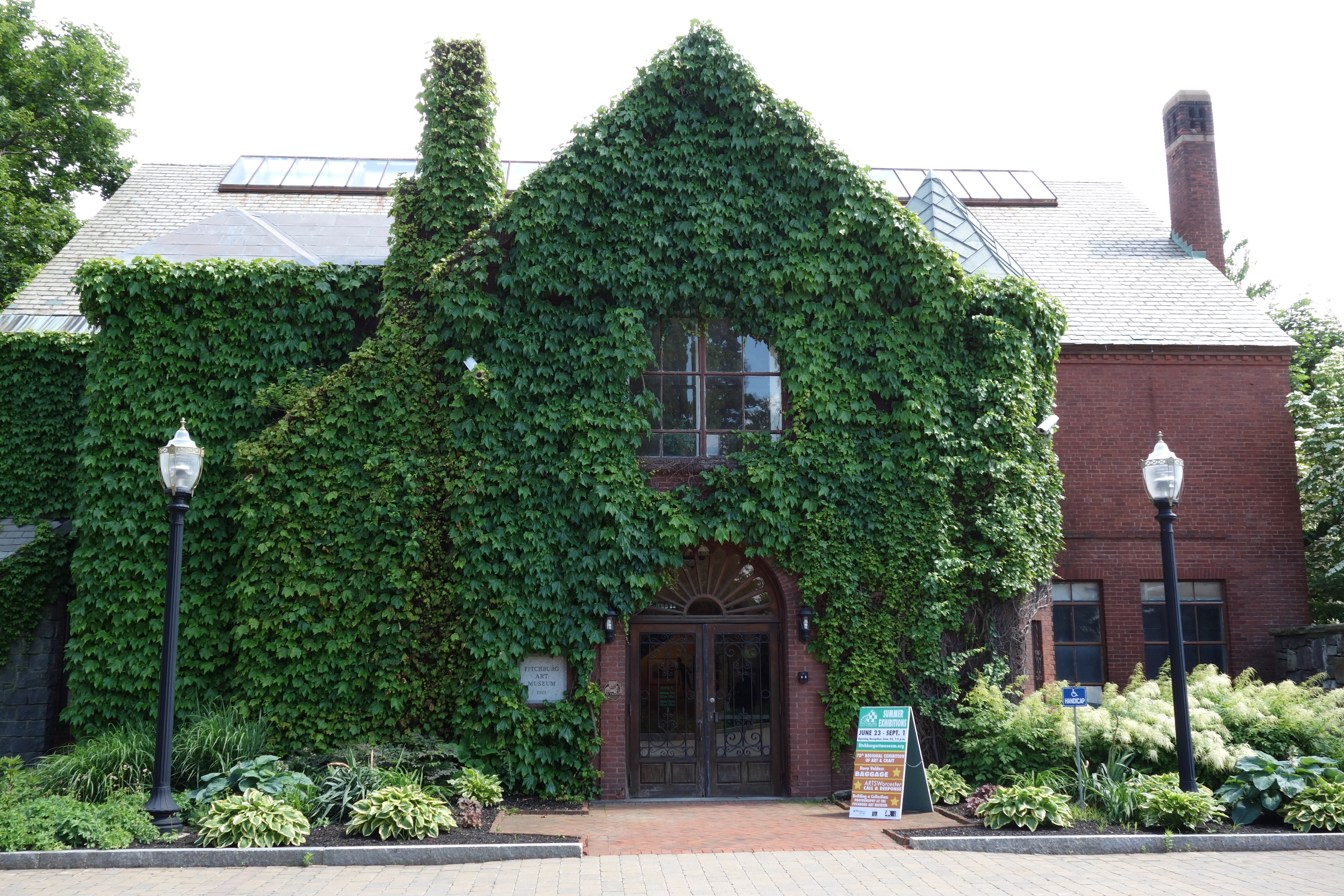
Fitchburg Art Museum – Fitchburg, Massachusetts, USA

Lois Lilley Howe (* 25. September 1864 in Cambridge (Massachusetts), USA; † 13. September 1964 ebenda) war eine amerikanische Architektin. Sie gründete im frühen 20. Jahrhundert das erste rein weibliche Architekturbüro in Boston, Massachusetts.

## Leben und Werk

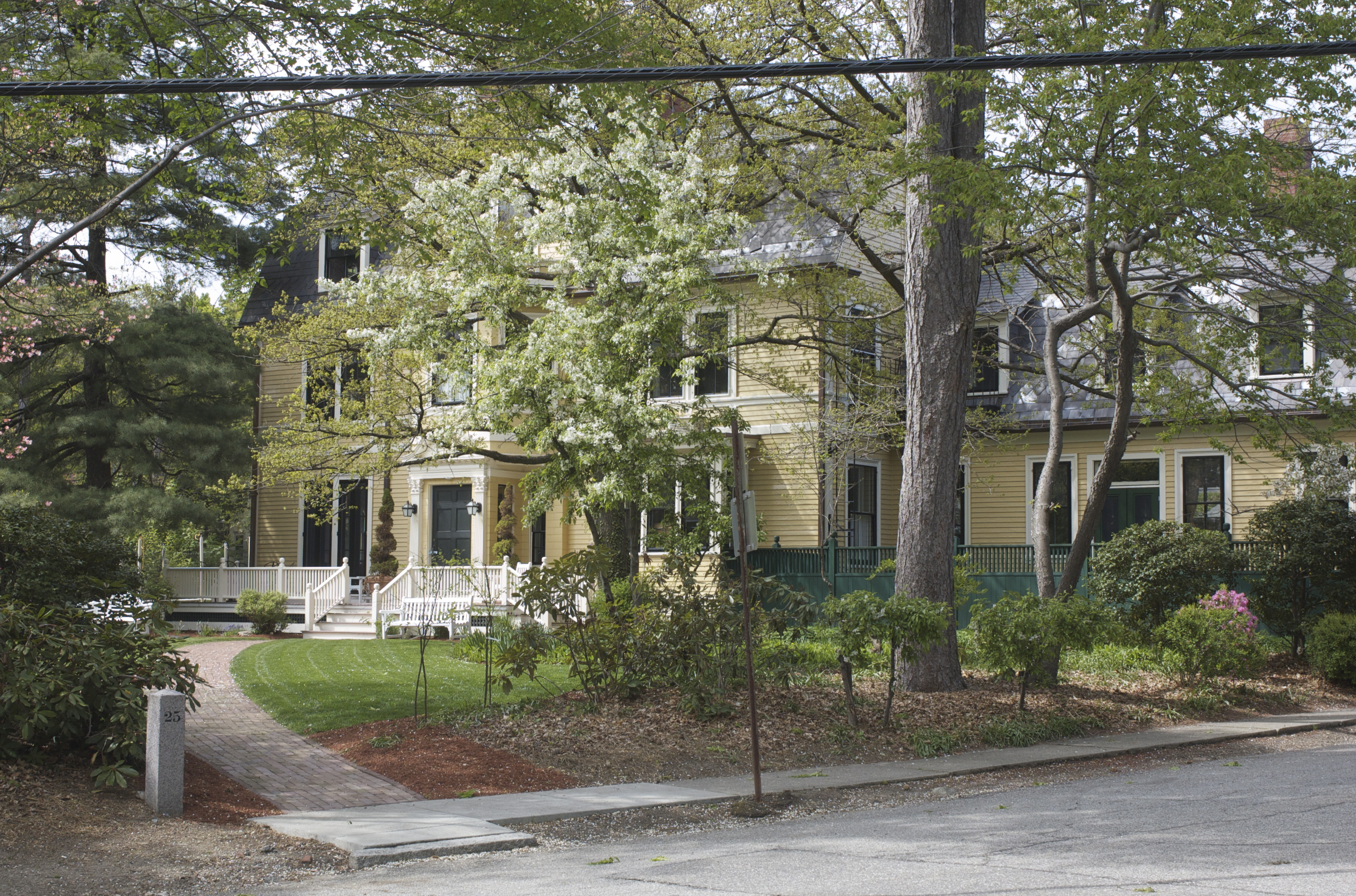
Hooper-Eliot House in der 25 Reservoir Road, Cambridge, Massachusetts. Umbau von Lois Howe. Aufgeführt im National Register of Historic Places, 2010

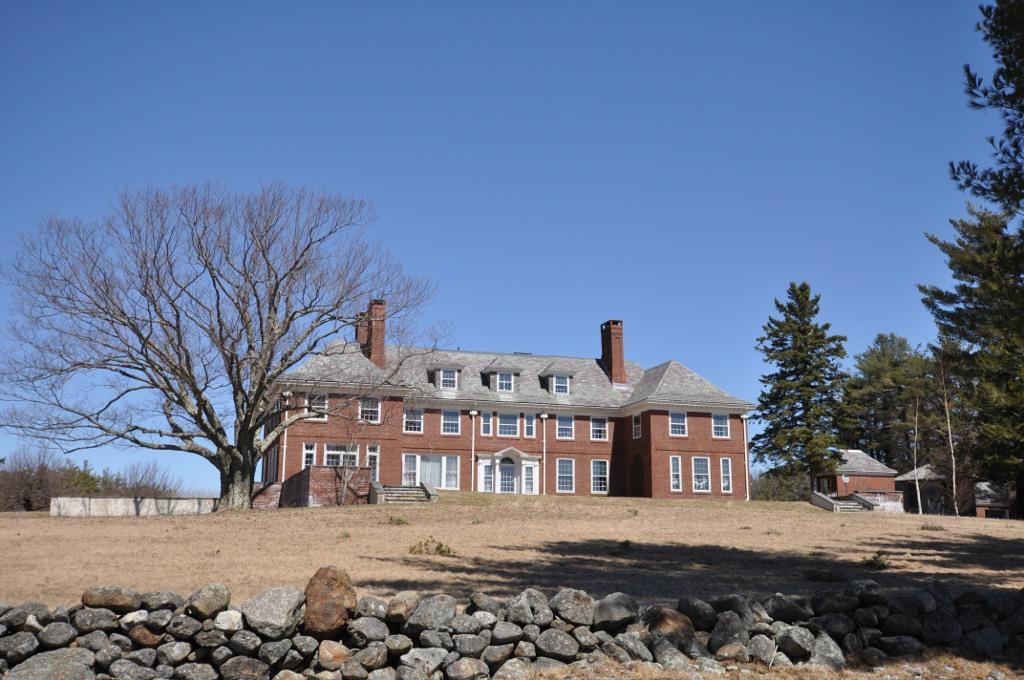
Jones House im Stadtteil Beech Hill Summer Home, Harrisville, New Hampshire. Architektin: Lois Howe, 1916

Howe war die älteste Tochter des Immobilienspekulanten Estes Howe und Lois Lilly White. Sie erhielt ein Äquivalenzzertifikat von der Cambridge Public High School und studierte dann von 1882 bis 1886 Design an der School of the Boston Museum of Fine Arts. Nach dem Tod ihres Vaters im Jahr 1887 besuchte sie 1888 das Massachusetts Institute of Technology (MIT), das als Land-Grant-College verpflichtet war, qualifizierte Frauen zu allen Studiengängen zuzulassen. Howe absolvierte 1890 als einzige Frau mit 65 männlichen Klassenkameraden den speziellen zweijährigen Partial Architecture-Kurs. Am MIT gründete sie die erste Studentinnengruppe des MIT, Eta Sigma Mu, die später zur Schwesternschaft Cleofan wurde.
Nach ihrem Abschluss arbeitete Howe bis 1892 als Zeichnerin für die Bostoner Architekten Allen & Kenway. Sie wurde 1892 national anerkannt, als sie den zweiten Preis in Höhe von 500 US-Dollar beim Designwettbewerb für das Woman’s Building (Chicago) erhielt, das für die Weltausstellung 1893 in Chicago gebaut werden sollte. Howe benutzte ihr Preisgeld, um mit ihrer Mutter und ihren Schwestern durch Europa zu reisen.

## Architekturbüro in Boston
Zurück in Boston entwarf sie 1894 ihr erstes Haus in Zusammenarbeit mit Joseph Prince Loud. Während sie Teilzeit als Bibliothekarin für Architektur am MIT arbeitete, eröffnete Howe 1895, zunächst unterstützt durch Aufträge von Freunden, ihr eigenes Architekturbüro. 1900 hatte sie kurzzeitig zwei männliche Partner. Sie spezialisierte sich auf die Gestaltung und Renovierung von Vorstadthäusern im Stil der damaligen Zeit im gesamten Raum Boston. Sie wurde eine Expertin für die koloniale Wohnarchitektur Neuenglands, indem sie viel in der Region reiste und Zeichnungen von Innen- und Außendetails anfertigte, die 1913 in Zusammenarbeit mit MIT-Absolventin Constance Fuller in Details from Old New England Houses veröffentlicht wurden. Howes eigene Entwürfe wurden von diesem Studium des Stils und der Verwendung von Materialien beeinflusst, aber die von ihr entworfenen Häuser wurden nie direkt von historischen Vorbildern kopiert.

### Howe & Manning und Howe, Manning & Almy, Inc.
1913 ging Howe eine Partnerschaft mit Eleanor Manning ein, die fünf Jahre lang als Zeichnerin in ihrem Büro gearbeitet hatte. Manning hatte 1906 ihren Abschluss in Architektur am MIT gemacht. Manning war von 1923 bis 1930 Mitglied des Lynn City Planning Board und hatte neben ihrem Architekturbüro auch einen Lehrauftrag am Simmons College in Boston. Von 1913 bis 1926 arbeiteten Howe & Manning für Vorstadtkunden, indem sie Designs schufen, die die funktionalen Räume und die Beleuchtung innerhalb des Hauses, die Beziehung zwischen Haus und Standort und die dezente Verwendung der bei ihren Kunden bevorzugten Stile der Epoche betonten. Das Unternehmen verwendete eher traditionelle Baumaterialien wie Holz, Ziegel und Stuck, experimentierte jedoch mit industriellen Materialien und Bautechniken. Ein Großteil der Geschäfte des Unternehmens bestand aus dem, was Manning Renovierung nannte, der Modernisierung von Gebäuden für neue oder effektivere Nutzungen. Die Architektinnen des Büros führten umfangreiche Untersuchungen zur historischen Richtigkeit der Renovierung durch, indem sie Zeichnungen, Fotografien, Postkarten und Drucksachen verwendeten. Ein Beispiel für ihre Renovierungsarbeit ist das Louis C. Cornish House, das 1916 in der Fayerweather Street 15 erbaut wurde, das erste Revival-Haus aus dem 17. Jahrhundert in Cambridge.
Während des Ersten Weltkriegs begann sich das Unternehmen auf kleinere, effizientere Häuser für Familien mit mittlerem Einkommen zu konzentrieren. Die Architektinnen arbeiteten in den 1920er und 1930er Jahren mit dem Architect's Small House Service zusammen. Die Firma reichte auch kleine Hausentwürfe beim Innenministerium für die Subsistence Homestead Communities ein, insbesondere in Massachusetts, und baute Wohnungen für das Lynn Slum Clearance Project um. Einige ihrer anderen Aufträge umfassten Fabrikumbauten, Pläne für Scheunen und Ställe. Alle drei Frauen waren an vielen Aktivitäten beteiligt und führten Architekturarbeiten für Clubs und Schulen durch, darunter den College Club, den Business Women's Club, das Massachusetts Institute of Technology, das Simmons College und das Radcliffe College. 1924 wurde das Büro damit beauftragt, Pläne für das heutige Fitchburg Art Museum in Fitchburg zu entwerfen, das testamentarisch von der Malerin Eleanor Norcross gestiftet worden war. 1926 wurde Mary Almy, die 1920 einen Abschluss in Architektur am MIT erworben hatte und die ebenfalls Zeichnerin bei der Firma gewesen war, zur Partnerin ernannt.
Howe war Mitglied des Planungsausschusses des Boston Department of Small Scale Housing und der AIA. Sie war Vorsitzende der MIT Women's Association und des Boston Business Women's Club. Sie war Mitglied der Boston Society of Architects und Vertreterin der MIT Women's University am Naples Table, die später zur Frauenvereinigung für wissenschaftliche Forschung für die Agentur für internationale Entwicklung wurde.
Das Architekturbüro Howe, Manning & Almy schloss in 43 Jahren Praxis über 426 Aufträge und 500 Projekte ab. Nach der Auflösung des Architekturbüros Howe, Manning und Almy 1937 widmete Howe einen Großteil ihrer Freizeit der Cambridge Historical Society. Sie war über 25 Jahre lang eine der Vizepräsidentinnen der Gesellschaft und wurde 1961 im Alter von 96 Jahren Ehrenvizepräsidentin. Nach ihrer Pensionierung arbeitete sie gelegentlich an Aufträgen für die Privatpraxis von Eleanor O’Connor. Howe war auch Schatzmeisterin der Old Cambridge Shakespeare Association, Präsidentin des Cambridge Plant Club, Mitglied des Cambridge Social Dramatic Club und anderer Organisationen in Cambridge, Massachusetts. Sie starb 1964, zwölf Tage vor ihrem hundertsten Geburtstag.
Howe wurde 1883 Mitglied der Copley Society of Boston. Sie trat 1897 dem Rat der Schule des Museums der Schönen Künste bei. Von 1916 bis 1919 war sie auch Direktorin der Boston Society of Arts and Crafts.

## Das Howe House

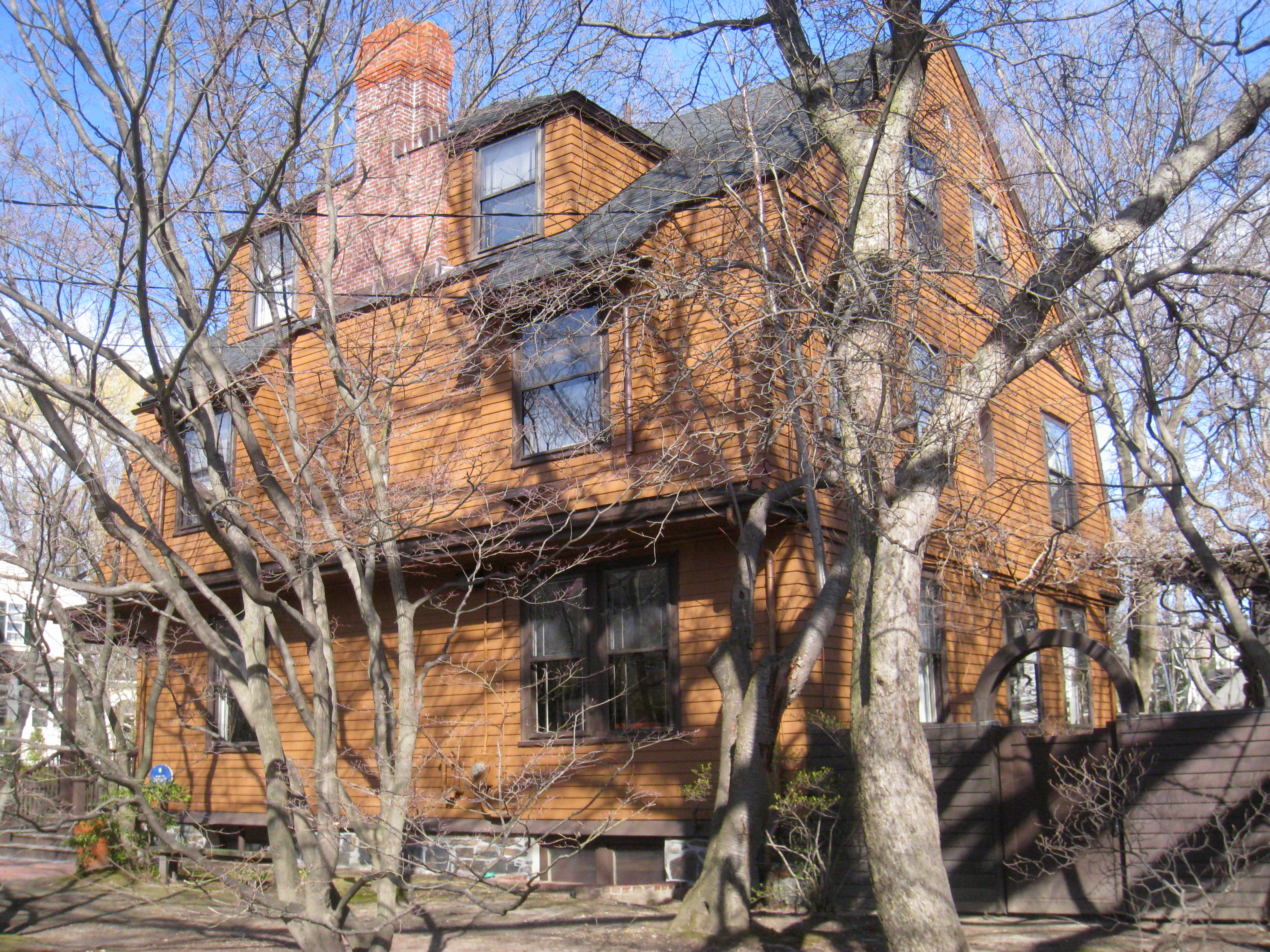
Howe House, 6 Appleton Street, Cambridge, Massachusetts, USA. Dieses Gebäude ist im National Register of Historic Places aufgeführt. Laut einer blauen historischen Plakette am Gebäude war es von 1889 bis 1964 das Zuhause von Lois Lilley Howe

Das Howe House ist ein historisches Haus in der Appleton Street 6 in Cambridge, Massachusetts. Die Holzrahmenhaus wurde 1887 von der Mutter von Howe nach dem Tod ihres Vaters gebaut. Es wurde von der Firma Cabot & Chandler entworfen. Nachdem Howe sich als Architektin etabliert hatte, veränderte sie das Haus mindestens viermal, 1907, 1910 und 1916 und 1935.
Howe lebte zunächst mit ihrer Mutter und ihren Schwestern in dem Haus. Nach dem Tod ihrer Mutter und Schwestern lebte sie dann bis 1963, dem Jahr vor ihrem Tod, allein im Haus. Das Haus wurde 1983 in das National Register of Historic Places aufgenommen.

## Nachlass
Die Aufzeichnungen von Howe befinden sich in der Sammlung für Howe, Manning und Almy am MIT. Die Fotosammlung von Howe ist bei der Cambridge Historical Society untergebracht.

## Auszeichnungen
- 1893: 2. Platz im nationalen Wettbewerb für das Frauengebäude auf der World's Columbian Exhibition in Chicago
- 1901: 2. weibliches Mitglied des American Institute of Architecture (AIA)
- 1931: Wahl zum ersten weiblichen Fellow der AIA

## Veröffentlichungen
- Serving Pantries in Small Houses. Architectural Review 14, März 1907, S. 31–33.
- mit Constance Fuller: Details from Old New England Houses. New York: Architectural Book Publishing Co., 1913.
- An Architectural Monograph: The Colonel Robert Means House at Amherst, New Hampshire. White Pine Series of Architectural Monographs 13. New York: R. F. Whiteheat, 1927.
- Memories of Nineteenth Century Cambridge.Proceedings of the Cambridge Historical Society 34, 1952, S. 59–76.
- An Alumna’s Architectural Career.Technology Review 66, no. 2, Dezember 1963.